# فالق (صاروخ)
فالق هو صاروخ بالستي أرض- بحر، يعمل بالوقود الصلب، كشفت عنه القوات المسلحة اليمنية الموالية لحركة أنصار الله في عرض عسكري أقامته في 2022، وقالت إن الصاروخ صنع محلي في اليمن ويصل مداه إلى 140 كيلو متر.

## مواصفات
- النوع: صاروخ باليستي مضاد للسفن [3]
- المدى: 140 كيلو متر.[4]
- وزن الرأس الحربي: 105 كيلو غرام.[3]
- طول الصاروخ: 6 أمتار.[4]
- الوقود: وقود صلب.[5]
- التوجيه: إلكتروني.[6]

## مستخدمون
(القوات المسلحة اليمنية الموالية لأنصار الله الحوثيون)